# Pierre Motin
Pierre Motin, né à Bourges vers 1566 et mort à Paris vers 1614, est un poète français.

## Biographie
D’une haute famille bourgeoise, il suivit les cours de l’université de Bourges, alors célèbre, et y reçut les leçons de Cujas. Ses études s'accompagnent d'une production littéraire importante, dans le style des héritiers de Ronsard, dans laquelle le jeune poète raconte sa vie et chante ses amours et amourettes, poésie pleine de fraîcheur, qui fut publiée en partie seulement à la fin du XIXe siècle. Il y célèbre en particulier une jeune fille dont il est épris, Marie de la Croix, fille du sergent Matthieu de la Croix, qui s'est mariée en 1592, ce qui pourrait avoir poussé Motin à partir pour Paris.
Installé à Paris et fréquentant la Cour, il compta rapidement parmi les plus estimés poètes de son temps ; la mention de la mort de Jean-Jacques Motin en 1610 "à la fleur de son asge », selon son compatriote, l’avocat Jean Chenu, dans les Antiquités de la Ville de Bourges, fait référence à son frère plus jeune, né en 1579, et non à Pierre, comme on l'a souvent dit. Motin a publié plusieurs textes après 1610, notamment une ode au musicien Pierre Guédron en 1612, dans laquelle il déplore la mort d'Henri IV.
Son père Louis Motin était avocat à Bourges, et sa mère se nommait Claude de la Grange. Il avait, outre Jean-Jacques, un frère Jacques né en 1580, mort à 7 ans, auquel il a consacré un sonnet, et deux autres frères, Léon Motin, huissier de justice, et Louis Motin, chanoine comme Jean-Jacques, tous vivant en Berry; et deux sœurs, Claude et Avoie. Cette dernière, épouse de Nicolas Bonnet, notaire, a elle-même composé de poèmes, ainsi que son fils Pierre Bonnet, qui annonce en 1615, lors de la publication de "Délices de la poésie françoise", la mort de son oncle.
Pierre Motin n’est plus guère connu par la suite que par ce distique de Boileau :
J’ayme mieux Bergerac et sa burlesque audace
Que ces vers ou Motin se morfond et nous glace,
dans lequel le satirique oppose la prétendue froideur de Motin à la verve de Cyrano: Boileau, qui écrivait à l'époque de la poésie galante et précieuse, n'aimait sans doute pas la tonalité parfois sombre et désespérée de la poésie de Motin et son profond pessimisme, patent dans ses œuvres non satiriques, qui restent mal connues. Sa vogue, très grande jusqu'en 1630, disparaît après 1640, lorsque la poésie se partage entre le burlesque (Cyrano, Scarron) et le précieux (Voiture).  
Pierre Motin fut, avec François de Malherbe, l’autre grand de la poésie française du début du  XVIIe siècle, mais cette renommée fut éphémère. Il jouit cependant, de son temps, d’une assez grande célébrité. Ses vers devaient fournir des exemples, des testi di lingua, au dictionnaire de l'Académie.
L’existence de Motin reste mal connue; des études de droit à Bourges, sans doute un emploi comme avocat, ou "sergent royal", puis une installation à Paris vers 1594. Il était introduit à la cour, ami du comte d'Auvergne (fils bâtard d'Henri III) et protégé par une de maitresses du roi, la marquise de Verneuil, sous la protection de laquelle il publia un ouvrage de piété, "Traicté de la préparation à la mort heureuse" en 1604. Il donna des vers pour divers ballets, tant pour la cour (vers pour des carrousels, sortes de joutes simulant des combats de chevalerie) que lors de fêtes plus populaires (on lui doit de nombreux textes du ballet de la foire Saint-Germain, dansé en 1607). Le ministre Sully s'est fait rédiger un manuscrit des poètes de son temps (le manuscrit 534 conservé à Chantilly, au musée Condé), dans lequel Motin occupe une soixantaine de poèmes, témoignant de la popularité de sa poésie vers 1610. Il contribua, comme François de Malherbe et d'autres poètes, à la célébration des conquêtes amoureuses d'Henri IV ; on a aussi de lui un texte écrit pour la comtesse de Moret, une des maitresses du roi. Il semble avoir contribué à la dernière intrigue amoureuse du roi, en 1610: dans des textes publiés après sa mort, dans les "Délices" de 1620, figurent deux textes de lui qui font parler un roi amoureux.
Il a bénéficié de la commande d'un poème pour célébrer la naissance du dauphin (texte publié en 1607), et dédié au roi un long poème célébrant celui-ci, le Phoenix, adapté du latin de Claudien. Il se peut qu'il ait décidé, peut-être après l'assassinat du roi, de s'éloigner de la cour, à moins qu'on ne l'en ait incité. Il était apprécié des malherbiens, qui l'ont accueilli dans leurs recueils; il était aussi ami des poètes et lettrés de l'entourage de la reine Marguerite. Il restait cependant un indépendant, ami de Jean de Lingendes et de Mathurin Régnier, qu'il félicite d'avoir gardé sa liberté de parole dans le texte qu'il lui a dédié et que Régnier a fait figurer en tête de son œuvre. Régnier lui a adressé sa Satyre IV qui commence par ce vers :
Motin, la muse est morte, ou la faveur pour elle.
Motin a aussi écrit des textes religieux, notamment des paraphrases de psaumes. Enfin, comme la plupart des poètes de son temps, il a laissé de nombreux textes "satyriques", dont la plupart ne furent imprimés qu'après sa mort, dans les recueils satiriques qui se succèdent entre 1617 et 1625. On y trouve les thèmes habituels de cette poésie, mais aussi beaucoup de verve. C'est la partie la moins assurée de son œuvre, la plupart de pièces publiées sous son nom l'ayant été après sa mort, parfois très longtemps après, avec quantité d'erreurs d'attribution. 
Faute d’avoir été réunis en volume, les nombreux vers de Motin se trouvaient éparpillés dans divers recueils. Au XIXe siècle, Paul d’Estrée exhume le manuscrit 2382 de la Bibliothèque nationale et en entreprend une publication partielle, celle des textes de jeunesse de l'étudiant Pierre Motin, expurgée des poèmes jugés licencieux, en 1882. Il existe maintenant deux éditions modernes de Motin, celle de G. Peureux en 2006 et celle de C. Muller et C. Magnien-Simonin en 2023. Cette dernière édition est la seule qui contienne une biographie de l'auteur, même si elle reste lacunaire.

## Œuvres
- Œuvres inédites de Pierre Motin, Éd. Paul d’Estrée, Paris, Librairie des bibliophiles, 1882 ; réimp. Genève, Slatkine Reprints, 1971
- Poésies, éd. G. Peureux, Paris, S.T.F.M., 2006.
- Œuvres poétiques, éd. de Claude Muller avec la collaboration de Catherine Magnien-Simonin. Honoré CHampion, 2023.